# Walter Stephens

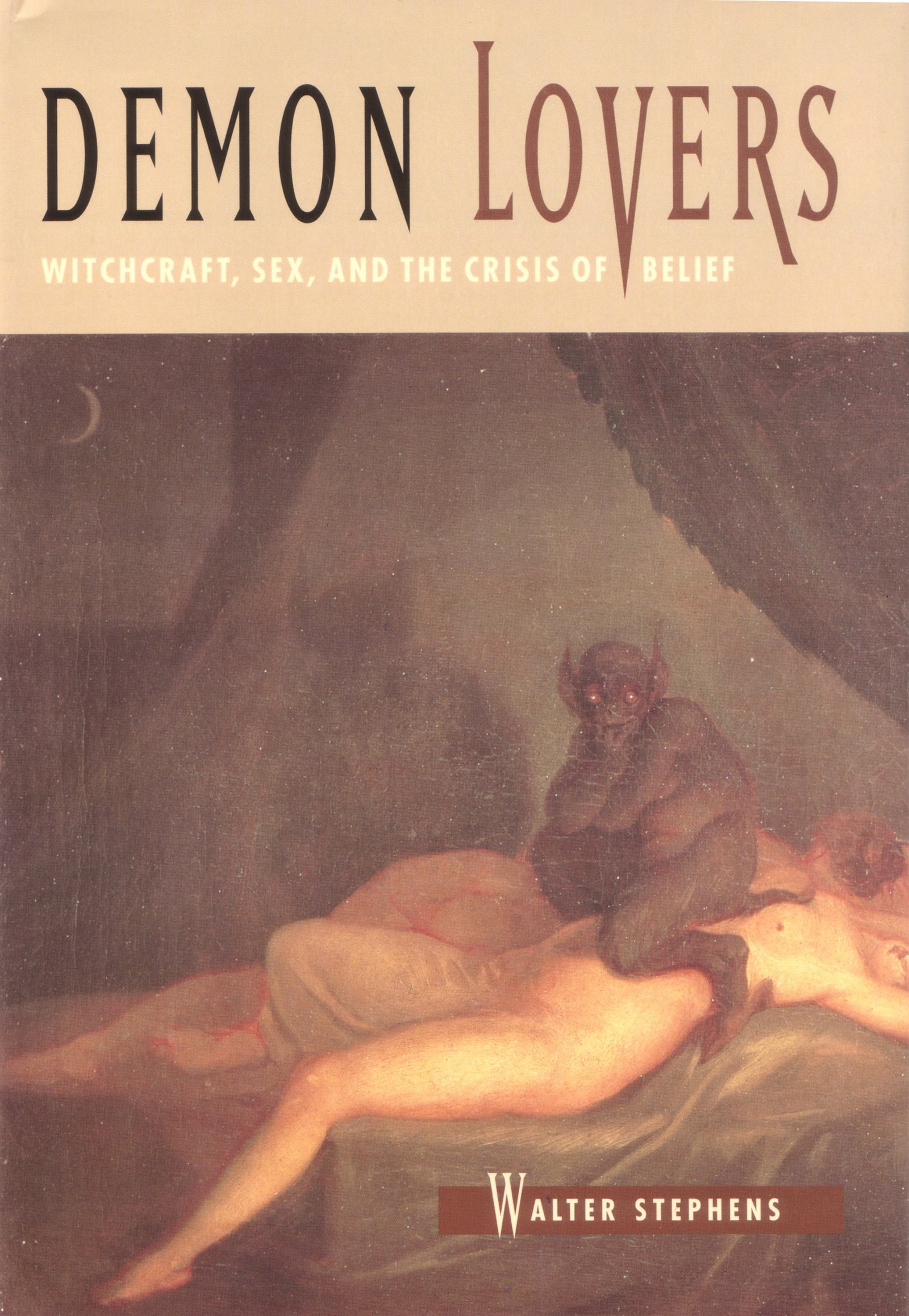
Buchumschlag

Walter Stephens (* 14. Juli 1949) ist seit 1999 Charles S. Singleton Professor für italienische Studien an der Johns-Hopkins-Universität. Zugleich leitet er die Villa Spelman, das Zentrum dieser Universität für italienische Studien in Florenz.
Stephens forscht schwerpunktmäßig über mittelalterliche und Renaissance-Literatur Italiens. Er veröffentlichte unter anderem einen viel beachteten Beitrag zur Hexenforschung Demon Lovers (2002).

## Veröffentlichungen
- Giants in Those Days: Folklore, Ancient History, and Nationalism. (Nebraska, 1989)
- Demon Lovers: Witchcraft, Sex, and the Crisis of Belief. (Chicago, 2002)